# Campeonato Sul-Americano de Corta-Mato de 1998
O 13º Campeonato Sul-Americano de Corta-Mato de 1998 foi realizado em Artur Nogueira, no Brasil, entre os dias 7 e 8 de março de 1998. Participaram da competição 117 atletas de nove nacionalidades. Na categoria sênior masculino Sérgio Gonçalves da Silva do Brasil levou o ouro, e na categoria sênior feminino Rosângela Raimunda Pereira Faria do Brasil levou o ouro. Essa edição ficou marcada pela entrada da categoria sênior de corridas de curta distância. 

## Medalhistas
Esses foram os campeões da competição. 
| Evento                                  | Ouro                                      | Ouro  | Prata                              | Prata | Bronze                              | Bronze |
| --------------------------------------- | ----------------------------------------- | ----- | ---------------------------------- | ----- | ----------------------------------- | ------ |
| Individual                              |                                           |       |                                    |       |                                     |        |
| Masculino sênior (12 km)                | Sérgio Gonçalves da Silva · Brasil        | 37:56 | Sérgio Correa Couto · Brasil       | 38:13 | Diego Colorado · Colômbia           | 38:23  |
| Masculino sênior curta distância (4 km) | João Carlos Leite · Brasil                | 12:03 | Daniel Bernardo das Neves · Brasil | 12:07 | Juan José Cruz · Argentina          | 12:08  |
| Masculino júnior (8 km)                 | Luís Fernando de Almeida Paula · Brasil   | 26:25 | Jonathan Moraes Matos · Brasil     | 26:29 | Gustavo Nicolás Pereira · Uruguai   | 26:31  |
| Masculino juvenil (3 km)                | Marcel Siefert · Chile                    | 13:17 | Federico Guerrero · Argentina      | 13:19 | Jeferson de Souza Sá · Brasil       | 13:36  |
| Feminino sênior (8 km)                  | Rosângela Raimunda Pereira Faria · Brasil | 29:50 | Marlene Flores · Chile             | 29:56 | Rosa Mila Ibarra · Colômbia         | 30:02  |
| Feminino sênior curta distância (4 km)  | Ana Claudia de Souza · Brasil             | 14:16 | Janeth Caizalitín · Equador        | 14:18 | Wilma Guerra · Equador              | 14:30  |
| Feminino júnior (6 km)                  | Keli Aparecida de Godoy · Brasil          | 22:58 | Michelle Barreto da Costa · Brasil | 23:00 | Adriana Agudelo · Colômbia          | 23:02  |
| Feminino juvenil (3 km)                 | Tatiane de Souza Sá · Brasil              | 11:10 | Fabiani da Silva · Brasil          | 11:27 | Débora Regina Gomes Ferraz · Brasil | 11:33  |
| Equipe                                  |                                           |       |                                    |       |                                     |        |
| Masculino sênior                        | Brasil                                    | 7     | Colômbia                           | 19    |                                     |        |
| Masculino sênior curta distância        | Brasil                                    | 7     | Argentina                          | 20    | Paraguai                            | 36     |
| Masculino júnior                        | Brasil                                    | 9     | Colômbia                           | 23    | Uruguai                             | 26     |
| Masculino juvenil                       | Argentina                                 | 14    | Brasil                             | 14    | Paraguai                            | 30     |
| Feminino sênior                         | Brasil                                    | 11    | Colômbia                           | 24    | Equador                             | 24     |
| Feminino sênior curta distância         | Brasil                                    | 11    | Equador                            | 15    | Argentina                           | 38     |
| Feminino júnior                         | Brasil                                    | 8     | Argentina                          | 30    |                                     |        |
| Feminino juvenil                        | Brasil                                    | 6     | Argentina                          | 15    |                                     |        |

## Resultados da corrida

### Masculino sênior (12 km)
Individual
| Posição           | Atleta                    | Nacionalidade | Tempo |
| ----------------- | ------------------------- | ------------- | ----- |
| Medalha de ouro   | Sérgio Gonçalves da Silva | Brasil        | 37:56 |
| Medalha de prata  | Sérgio Correa Couto       | Brasil        | 38:13 |
| Medalha de bronze | Diego Colorado            | Colômbia      | 38:23 |
| 4                 | Daniel Lopes Ferreira     | Brasil        | 38:32 |
| 5                 | Elias Rodrigues Bastos    | Brasil        | 38:37 |
| 6                 | Jacinto Navarrete         | Colômbia      | 38:51 |
| 7                 | Leonardo Vieira Guedes    | Brasil        | 39:00 |
| 8                 | Alejandro Semprún         | Venezuela     | 39:05 |
| 9                 | Juan José Cruz            | Argentina     | 39:17 |
| 10                | Julián Jaramillo          | Colômbia      | 39:29 |
| 11                | Everton Luduvice Moraes   | Brasil        | 39:32 |
| 12                | Néstor García             | Uruguai       | 39:44 |
| 13                | Marco Condori             | Bolívia       | 40:09 |
| 14                | Julián Berrío             | Colômbia      | 40:12 |
| 15                | Eduardo Carrasco          | Chile         | 40:46 |
| 16                | Leonel Guevara            | Venezuela     | 42:05 |
| 17                | Ramón Aranda              | Paraguai      | 43:48 |
| —                 | Zenón Patiño              | Argentina     | DNF   |
| —                 | Mariano Tarilo            | Argentina     | DNF   |

Equipe
| Sérgio Gonçalves da Silva | 1    |
| Sérgio Correa Couto       | 2    |
| Daniel Lopes Ferreira     | 4    |
| (Elias Rodrigues Bastos)  | (5)  |
| (Leonardo Vieira Guedes)  | (7)  |
| (Everton Luduvice Moraes) | (11) |

| Diego Colorado    | 3    |
| Jacinto Navarrete | 6    |
| Julián Jaramillo  | 10   |
| (Julián Berrío)   | (14) |

| (Juan José Cruz) | (9)   |
| (Zenón Patiño)   | (DNF) |
| (Mariano Tarilo) | (DNF) |

* Nota: Os atletas entre parênteses não pontuaram para o resultado da equipe.

### Masculino sênior de curta distancia (4 km)
Individual
| Posição           | Atleta                    | Nacionalidade | Tempo |
| ----------------- | ------------------------- | ------------- | ----- |
| Medalha de ouro   | João Carlos Leite         | Brasil        | 12:03 |
| Medalha de prata  | Daniel Bernardo das Neves | Brasil        | 12:07 |
| Medalha de bronze | Juan José Cruz            | Argentina     | 12:08 |
| 4                 | Márcio Ribeiro da Silva   | Brasil        | 12:08 |
| 5                 | Ricardo Luiz da Silva     | Brasil        | 12:15 |
| 6                 | Rômulo Wagner da Silva    | Brasil        | 12:23 |
| 7                 | Jaime Valenzuela          | Chile         | 12:26 |
| 8                 | Antonio Soliz             | Argentina     | 12:28 |
| 9                 | Mariano Tarilo            | Argentina     | 12:30 |
| 10                | Zenón Patiño              | Argentina     | 12:35 |
| 11                | Oscar Mesa                | Paraguai      | 12:51 |
| 12                | Ramón Aranda              | Paraguai      | 13:22 |
| 13                | Carlos Barrientos         | Paraguai      | 13:33 |
| 14                | Lucas Panadero            | Paraguai      | 13:54 |
| —                 | Ademir Fernandes da Silva | Brasil        | DNF   |

Equipe
| João Carlos Leite           | 1     |
| Daniel Bernardo das Neves   | 2     |
| Márcio Ribeiro da Silva     | 4     |
| (Ricardo Luiz da Silva)     | (5)   |
| (Rômulo Wagner da Silva)    | (6)   |
| (Ademir Fernandes da Silva) | (DNF) |

| Juan José Cruz | 3    |
| Antonio Soliz  | 8    |
| Mariano Tarilo | 9    |
| (Zenón Patiño) | (10) |

| Oscar Mesa        | 11   |
| Ramón Aranda      | 12   |
| Carlos Barrientos | 13   |
| (Lucas Panadero)  | (14) |

* Nota: Os atletas entre parênteses não pontuaram para o resultado da equipe.

### Masculino júnior (8 km)
Individual
| Posição           | Atleta                         | Nacionalidade | Tempo |
| ----------------- | ------------------------------ | ------------- | ----- |
| Medalha de ouro   | Luís Fernando de Almeida Paula | Brasil        | 26:25 |
| Medalha de prata  | Jonathan Moraes Matos          | Brasil        | 26:29 |
| Medalha de bronze | Gustavo Nicolás Pereira        | Uruguai       | 26:31 |
| 4                 | Javier Guarín                  | Colômbia      | 26:35 |
| 5                 | Javier Carriqueo               | Argentina     | 26:42 |
| 6                 | Adelmir José Maier             | Brasil        | 26:47 |
| 7                 | Arvey Rivera                   | Colômbia      | 26:48 |
| 8                 | Marcos Silva                   | Uruguai       | 26:59 |
| 9                 | Oscar Meza                     | Paraguai      | 27:01 |
| 10                | Edegar José Lobo               | Brasil        | 27:14 |
| 11                | Cristian Hidalgo               | Chile         | 27:21 |
| 12                | Juan Hernández                 | Colômbia      | 27:53 |
| 13                | Juan Carlos de Bastos          | Argentina     | 28:02 |
| 14                | Ricardo Ariel Franzón          | Argentina     | 28:04 |
| 15                | Mario Martínez                 | Uruguai       | 28:04 |
| 16                | Francisco Salcedo              | Chile         | 28:08 |
| 17                | William Salgado Gomes          | Brasil        | 28:35 |
| 18                | José Alberto Mansilla          | Argentina     | 28:47 |
| 19                | William Panadero               | Paraguai      | 28:53 |
| 20                | Cristian González              | Paraguai      | 29:00 |
| 21                | Jorge de los Santos            | Uruguai       | 29:06 |
| 22                | Lucirio Garrido Jr.            | Venezuela     | 29:18 |
| 23                | Rodrigo Escobar                | Chile         | 29:29 |
| 24                | Omar Álvarez                   | Venezuela     | 29:45 |

Equipe
| Luís Fernando de Almeida Paula | 1    |
| Jonathan Moraes Matos          | 2    |
| Adelmir José Maier             | 6    |
| (Edegar José Lobo)             | (10) |
| (William Salgado Gomes)        | (17) |

| Javier Guarín  | 4  |
| Arvey Rivera   | 7  |
| Juan Hernández | 12 |

| Gustavo Nicolás Pereira | 3  |
| Marcos Silva            | 8  |
| Mario Martínez          | 15 |

| Javier Carriqueo        | 5    |
| Juan Carlos de Bastos   | 13   |
| Ricardo Ariel Franzón   | 14   |
| (José Alberto Mansilla) | (18) |

| Oscar Meza        | 9  |
| William Panadero  | 19 |
| Cristian González | 20 |

| Cristian Hidalgo  | 11 |
| Francisco Salcedo | 16 |
| Rodrigo Escobar   | 23 |

| Lucirio Garrido Jr. | 22 |
| Omar Álvarez        | 24 |
| Santos Márquez      | 25 |

* Nota: Os atletas entre parênteses não pontuaram para o resultado da equipe.

### Masculino juvenil (3 km)
Individual
| Posição           | Atleta                     | Nacionalidade | Tempo |
| ----------------- | -------------------------- | ------------- | ----- |
| Medalha de ouro   | Marcel Siefert             | Chile         | 13:17 |
| Medalha de prata  | Federico Guerrero          | Argentina     | 13:19 |
| Medalha de bronze | Jeferson de Souza Sá       | Brasil        | 13:36 |
| 4                 | Juan Gabriel Gómez         | Argentina     | 13:38 |
| 5                 | Osmar Fernando Mitev       | Brasil        | 14:04 |
| 6                 | Bruno Gomes Camacho        | Brasil        | 14:05 |
| 7                 | Vinícius José Campos Lopes | Brasil        | 14:36 |
| 8                 | Sebastián Gesualdo         | Argentina     | 14:40 |
| 9                 | Diego Agüero               | Paraguai      | 14:50 |
| 10                | Rubén Paniagua             | Paraguai      | 14:52 |
| 11                | Oscar Sotomayor            | Paraguai      | 14:56 |
| 12                | Cristian Cuello            | Argentina     | 15:08 |
| 13                | Federico Montedomeq        | Paraguai      | 15:46 |

Equipe
| Federico Guerrero  | 2    |
| Juan Gabriel Gómez | 4    |
| Sebastián Gesualdo | 8    |
| (Cristian Cuello)  | (12) |

| Jeferson de Souza Sá         | 3   |
| Osmar Fernando Mitev         | 5   |
| Bruno Gomes Camacho          | 6   |
| (Vinícius José Campos Lopes) | (7) |

| Diego Agüero          | 9    |
| Rubén Paniagua        | 10   |
| Oscar Sotomayor       | 11   |
| (Federico Montedomeq) | (13) |

* Nota: Os atletas entre parênteses não pontuaram para o resultado da equipe.

### Feminino sênior (8 km)
Individual
| Posição           | Atleta                           | Nacionalidade | Tempo |
| ----------------- | -------------------------------- | ------------- | ----- |
| Medalha de ouro   | Rosângela Raimunda Pereira Faria | Brasil        | 29:50 |
| Medalha de prata  | Marlene Flores                   | Chile         | 29:56 |
| Medalha de bronze | Rosa Mila Ibarra                 | Colômbia      | 30:02 |
| 4                 | Fabiana Cristine da Silva        | Brasil        | 30:02 |
| 5                 | Wilma Guerra                     | Equador       | 30:11 |
| 6                 | Luciene Soares de Deus           | Brasil        | 30:18 |
| 7                 | Janeth Caizalitín                | Equador       | 30:20 |
| 8                 | María Eugenia Rodríguez          | Colômbia      | 30:23 |
| 9                 | Maria Lúcia Alves Vieira         | Brasil        | 30:32 |
| 10                | Miriam Celina Caldasso           | Brasil        | 30:55 |
| 11                | Adriana de Souza                 | Brasil        | 31:19 |
| 12                | Yolanda Quimbita                 | Equador       | 32:01 |
| 13                | Claudia Robles                   | Colômbia      | 33:40 |
| 14                | Gertrudis Carvajal               | Venezuela     | 34:28 |

Equipe
| Rosângela Raimunda Pereira Faria | 1    |
| Fabiana Cristine da Silva        | 4    |
| Luciene Soares de Deus           | 6    |
| (Maria Lúcia Alves Vieira)       | (9)  |
| (Miriam Celina Caldasso)         | (10) |
| (Adriana de Souza)               | (11) |

| Rosa Mila Ibarra        | 3  |
| María Eugenia Rodríguez | 8  |
| Claudia Robles          | 13 |

| Wilma Guerra      | 5  |
| Janeth Caizalitín | 7  |
| Yolanda Quimbita  | 12 |

* Nota: Os atletas entre parênteses não pontuaram para o resultado da equipe.

### Feminino sênior de curta distância (4 km)
Individual
| Posição           | Atleta                           | Nacionalidade | Tempo |
| ----------------- | -------------------------------- | ------------- | ----- |
| Medalha de ouro   | Ana Claudia de Souza             | Brasil        | 14:16 |
| Medalha de prata  | Janeth Caizalitín                | Equador       | 14:18 |
| Medalha de bronze | Wilma Guerra                     | Equador       | 14:30 |
| 4                 | Maria Lúcia Alves Vieira         | Brasil        | 14:32 |
| 5                 | Niusha Mancilla                  | Bolívia       | 14:33 |
| 6                 | Marina Cláudia Nascimento        | Brasil        | 14:37 |
| 7                 | Célia Regina Ferreira dos Santos | Brasil        | 14:44 |
| 8                 | Selma Cândida dos Reis           | Brasil        | 14:53 |
| 9                 | Ana Paula de Almeida Ferreira    | Brasil        | 15:02 |
| 10                | Yolanda Quimbita                 | Equador       | 15:05 |
| 11                | Nélida Vivas                     | Argentina     | 15:17 |
| 12                | Susana Rebolledo                 | Chile         | 15:18 |
| 13                | Lelys Salazar                    | Argentina     | 15:25 |
| 14                | Rita López                       | Argentina     | 15:27 |
| 15                | María de los Ángeles Peralta     | Argentina     | 15:40 |
| 16                | Lilian López                     | Paraguai      | 17:08 |

Equipe
| Ana Claudia de Souza               | 1   |
| Maria Lúcia Alves Vieira           | 4   |
| Marina Cláudia Nascimento          | 6   |
| (Célia Regina Ferreira dos Santos) | (7) |
| (Selma Cândida dos Reis)           | (8) |
| (Ana Paula de Almeida Ferreira)    | (9) |

| Janeth Caizalitín | 2  |
| Wilma Guerra      | 3  |
| Yolanda Quimbita  | 10 |

| Nélida Vivas                   | 11   |
| Lelys Salazar                  | 13   |
| Rita López                     | 14   |
| (María de los Ángeles Peralta) | (15) |

* Nota: Os atletas entre parênteses não pontuaram para o resultado da equipe.

### Feminino júnior (6 km)
Individual
| Posição           | Atleta                         | Nacionalidade | Tempo |
| ----------------- | ------------------------------ | ------------- | ----- |
| Medalha de ouro   | Keli Aparecida de Godoy        | Brasil        | 22:58 |
| Medalha de prata  | Michelle Barreto da Costa      | Brasil        | 23:00 |
| Medalha de bronze | Adriana Agudelo                | Colômbia      | 23:02 |
| 4                 | Vanesa Maraviglia              | Argentina     | 23:13 |
| 5                 | Valquíria Silva Santos         | Brasil        | 23:40 |
| 6                 | Liliana Tellez                 | Colômbia      | 24:07 |
| 7                 | Adriana Aparecida da Silva     | Brasil        | 24:37 |
| 8                 | Anahí Soto                     | Chile         | 24:54 |
| 9                 | Jacqueline Vergara             | Chile         | 25:33 |
| 10                | Ana Glória Costa do Nascimento | Brasil        | 25:40 |
| 11                | Adriana Moreno                 | Venezuela     | 26:10 |
| 12                | Vanina Susana Arrúa            | Argentina     | 26:19 |
| 13                | Andréa dos Santos Fernando     | Brasil        | 26:30 |
| 14                | Paula Cabrera                  | Argentina     | 27:19 |
| 15                | Laura Umpiérrez                | Argentina     | 27:50 |

Equipe
| Keli Aparecida de Godoy          | 1    |
| Michelle Barreto da Costa        | 2    |
| Valquíria Silva Santos           | 5    |
| (Adriana Aparecida da Silva)     | (7)  |
| (Ana Glória Costa do Nascimento) | (10) |
| (Andréa dos Santos Fernando)     | (13) |

| Vanesa Maraviglia   | 4    |
| Vanina Susana Arrúa | 12   |
| Paula Cabrera       | 14   |
| (Laura Umpiérrez)   | (15) |

* Nota: Os atletas entre parênteses não pontuaram para o resultado da equipe.

### Feminino juvenil (3 km)
Individual
| Posição           | Atleta                     | Nacionalidade | Tempo |
| ----------------- | -------------------------- | ------------- | ----- |
| Medalha de ouro   | Tatiane de Souza Sá        | Brasil        | 11:10 |
| Medalha de prata  | Fabiani da Silva           | Brasil        | 11:27 |
| Medalha de bronze | Débora Regina Gomes Ferraz | Brasil        | 11:33 |
| 4                 | Jorgelina Litterini        | Argentina     | 11:39 |
| 5                 | Zulma Morabes              | Argentina     | 11:40 |
| 6                 | Rita Amalia Díaz           | Argentina     | 11:49 |
| 7                 | Leandra Cristina Piscor    | Brasil        | 12:49 |
| 8                 | Viviana Fretes             | Paraguai      | 12:23 |
| 9                 | Cristina Tovar             | Venezuela     | 13:10 |
| 10                | Sara Moreno                | Paraguai      | 14:02 |

Equipe
| Tatiane de Souza Sá        | 1   |
| Fabiani da Silva           | 2   |
| Débora Regina Gomes Ferraz | 3   |
| (Leandra Cristina Piscor)  | (7) |

| Jorgelina Litterini | 4 |
| Zulma Morabes       | 5 |
| Rita Amalia Díaz    | 6 |

* Nota: Os atletas entre parênteses não pontuaram para o resultado da equipe.

## Quadro de medalhas
| Ordem | País      | Medalha de ouro | Medalha de prata | Medalha de bronze | Total |
| ----- | --------- | --------------- | ---------------- | ----------------- | ----- |
| 1     | Brasil    | 14              | 6                | 2                 | 22    |
| 2     | Argentina | 1               | 4                | 2                 | 7     |
| 3     | Chile     | 1               | 1                | 0                 | 2     |
| 4     | Colômbia  | 0               | 3                | 3                 | 6     |
| 5     | Equador   | 0               | 2                | 2                 | 4     |
| 6     | Paraguai  | 0               | 0                | 2                 | 2     |
| 6     | Uruguai   | 0               | 0                | 2                 | 2     |
|       | TOTAL     | 16              | 16               | 13                | 45    |

* Nota: O total de medalhas incluem  as competições individuais e de equipe, com medalhas na competição por equipe contando como uma medalha.

## Participação
De acordo com uma contagem não oficial, participaram 117 atletas de nove nacionalidades.
| - Argentina (23) - Bolívia (2) - Brasil (41) | - Chile (10) - Colômbia (12) - Equador (3) | - Paraguai (14) - Uruguai (5) - Venezuela (7) |